# Helmut Aßmann
Helmut Aßmann

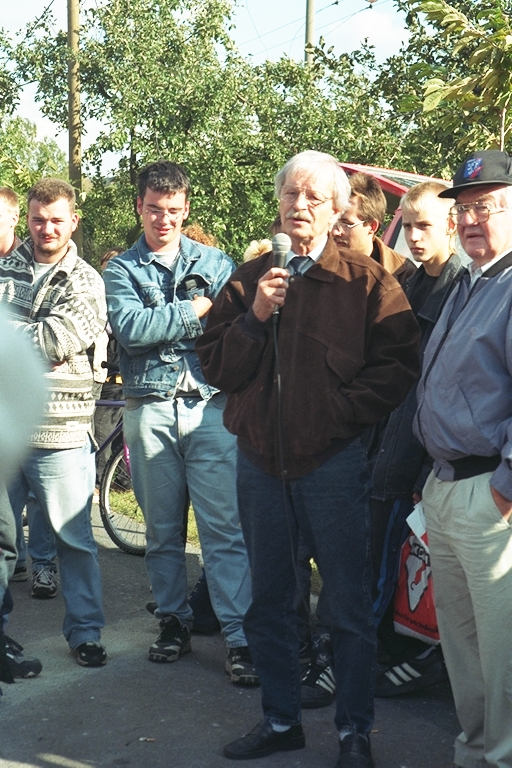
Helmut Aßmann beim Naumburger Weinbergrennen 1997

(* 5. November 1927 in Sprottischdorf; † 5. August 2010 in Gotha) war ein Rennfahrer der DDR und einer der bekanntesten Konstrukteure aus der DDR-Motorsportszene. Der ADMV ernannte ihn 2002 zum Ehrenmitglied. Aßmann war verheiratet und hatte vier Kinder.

## Leben
Nach dem Zweiten Weltkrieg kam Aßmann nach Gotha (Thüringen). Er absolvierte ein Motoreningenieurstudium und war danach bei den Barkas-Werken als Versuchsingenieur tätig. Später war er Berufsschullehrer für Mathematik und Physik.
Seine sportliche Laufbahn begann 1950 als Beifahrer im Training. Ab 1952 startete er selbst bei Seitenwagenrennen, ab 1954 mit einem selbst gebauten Gespann auf Basis einer Zündapp DS 350. Im Laufe der Jahre fuhr er in den Klassen bis 125 cm³, bis 250 cm³, bis 350 cm³ und bis 500 cm³. In diesen Jahren gehörte er zur DDR-Nationalmannschaft und nahm unter anderem an Weltmeisterschaftsläufen teil. Bis Ende 1967 hatte er bei 176 gefahrenen Rennen 41 Siegerkränze geholt.
Ab 1968 startete er im Tourenwagensport, zuerst zwei Jahre mit einem serienmäßigen Trabant 601 bei Bergrennen, danach mit einem „Renntrabant“ bei Straßenrennen. Bis zum Ende seiner aktiven Laufbahn bestritt er 198 Wagenrennen und erzielte 111 Siege. Insgesamt wurde Aßmann sieben Mal DDR-Meister in verschiedenen Klassen auf zwei und vier Rädern.
Auch später wirkte Helmut Aßmann als Motorenbauer im Trabant-Rennsport, nicht nur im Straßenrennsport, sondern auch in den 1990er Jahren im Rallyesport. Weiterhin war er als Funktionär des ADMV, an dessen Gründung er 1957 in Berlin teilnahm, aktiv, unter anderem seit 1967 als Vereinsvorsitzender des Motorsportclubs Gotha, als Landespräsident des ADMV Thüringen und von 1993 bis 2007 als Organisator des TLRC (Trabant-Lada-Racing-Cup).
Helmut Aßmann leitete 1990 als Rennleiter beim Oldtimer Festival auf dem Nürburgring die ersten DDR-Meisterschaftsläufe der Formel Easter und der Trabis in der Bundesrepublik Deutschland.